# بوحديد
بوحديد قصر من قصور بلدية الواتة التابعة لولاية بني عباس يحدها شمالا العرق الغربي الكبير جنوبا وادي الساورة شرقا قصر الواتة وغربا قصر اديغ. يعتمد سكانها على الفلاحة خاصة زراعة النخيل

## الثقافة
تسمى بوحديد بولادة للشعراء ونذكر منهم:
- الشيخ دحو
- الشيخ محمد بن كروم
- الشيخ الحاج

يوجد ببوحديد ضريج الولي الصالح سيدي إبراهيم بن حامد والذي تقام بجانب ضريحه احتفالات سنويا بمناسبة المولد النبوي ياتون اليه من جميع المناطق حتي من خارج الوطن.